# Водни саобраћај
Водни саобраћај је врста саобраћаја која се одвија у воденим басенима. То је најјефтинији вид саобраћаја, који омогућава пренос велике количине робе, неупоредиво веће него у осталим видовима транспорта. Сходно типу воденог басена може разликовати следеће врсте:
- Речни саобраћај (на рекама)
- Каналски саобраћај (на каналима)
- Језерски саобраћај (на језерима)
- Поморски саобраћај (на морима и океанима)

Бродски (водни) транспорт је један од најстаријих облика транспорта са следећим карактеристикама:
Позитивне
- Високи превозни капацитет
- Ниска енергетска потрошња
- Мали (релативно) улози капитала

Негативне
- Спора брзина доставе
- Сезонски превоз
- Уређење пловних путева